# Max Emmerich
Max Philip Emmerich (1 de junio de 1879 - 29 de junio de 1956) fue un atleta estadounidense y gimnasta que compitió en los Juegos Olímpicos de San Luis 1904.
Nació en Indianápolis, Indiana.
En 1904 ganó la medalla de oro en la prueba de triatlón. También fue 67.º en la gimnasia en el evento all-around, número 100 en el evento gimnasia y no terminó la primera prueba de decatlón en la competencia de atletismo.